# 阿方索·福特
阿方索·吉恩·福特（英語：Alphonso Gene Ford，1971年10月31日—），美国NBA联盟前职业篮球运动员。他在1993年的NBA选秀中第2轮第32顺位被费城76人选中。